# 蔣忠 (水滸傳)
蔣忠，綽號蔣門神，是小說《水滸傳》中的一個反派角色，水滸傳中最著名的惡棍之一，在第二十九回「施恩重霸孟州道，武松醉打蔣門神」登場。

## 經歷

### 出场
施恩本為快活林中一家酒館的老闆，因商客甚多而收入不少。其後，孟州牢房總管營張團練帶來好友蔣忠以助管事，蔣忠一至，便搶奪施恩的酒館並把施恩打至重傷，施恩本想找人打跑蔣忠，但一直找不到好身手的人，苦無趕走蔣忠的對策。
後來武松發配孟州，施恩聽聞武松有打虎的勇力，便將希望寄託在武松身上，讓武松在牢裡有酒有肉受盡款待，後來武松亦爽快答應施恩的請求。
武松「無三不過望」走到酒樓門前，假醉佯顛的走進去坐下向酒保要酒。他試了數種酒仍覺酒不夠好，又不斷胡言亂語。眾店員通報蔣忠，蔣忠大怒，向武松撲去，惟與武松交手數招後即敗倒。蔣忠只得答應離開快活林、向施恩陪罪並連夜回鄉。

### 死亡
蔣忠離開快活林後密謀向武松報復，偷偷地在張團練家中住下，並勾結兵馬督監張蒙方陷害武松。張團練和張蒙方請武松至他們府中當差，並待他如上賓，再於數月後趁武松毫無防備時把他捉去收押並栽贓重罪。
他們派了兩個官差和兩個蔣忠的徒弟押送武松並準備於半路上殺他，武松識破後反殺四人並趕至張蒙方家，心有不甘的武松怒殺無辜的張蒙方一家與奴僕數十人洩憤，後來到位於張家後花園的鴛鴦樓殺死正在飲酒慶祝的張團練、蔣忠和張蒙方，滅門後瀟灑的用血題上「殺人者打虎武松也」離去。

## 影響
蔣忠是水滸傳中最著名的反派之一，在不少兒童精選本中亦可見「武松醉打蔣門神」一段，一般標認武松和蔣忠為善與惡。
除水滸傳外蔣忠亦在其他書籍或電影中露面，標榜為一名惡棍，其中就包括在香港著名幽默漫畫《老夫子》中出現。

## 水滸傳出場回目
1. 第二十九回　施恩重霸孟州道　武松醉打蔣門神
2. 第三十回　施恩三入死囚牢　武松大鬧飛雲浦
3. 第三十一回　張都監血濺鴛鴦樓　武行者夜走蜈蚣嶺

## 影视形象
- 1972年邵氏電影《快活林》：朱牧
- 1983年山东版《水浒》：王炳剛
- 1998年央视版《水浒传》：德力格爾
- 2011年版《水浒传》：韩东

## 參看條目
- 水滸傳
- 武松
- 施恩
- 張團練
- 張都監